# Alcesti (Euripide)
Alcesti  (in greco antico: Ἄλκηστις?, Álkēstis) è una tragedia di Euripide, rappresentata probabilmente alle Dionisie del 438 a.C. (è la tragedia euripidea più antica giunta a noi).
La sua tetralogia tragica comprendeva anche le tragedie Le Cretesi, Alcmeone a Psofide e Telefo. Di solito, le tetralogie si concludevano con un dramma satiresco: in questo caso il suo posto fu occupato da una tragedia a lieto fine come Alcesti. Alcuni critici, spinti da questo particolare e da altri (ad esempio il tono un po' farsesco del personaggio di Eracle) hanno ritenuto che l'opera non fosse affatto una tragedia, ma un dramma satiresco. Altri, invece, hanno considerato il dramma come una sorta di "fiaba", in quanto Apollo, già nel prologo, ne annuncia il lieto fine.

## Trama
Nel prologo il dio Apollo narra di essere stato condannato da Zeus a servire come schiavo nella casa di Admeto, re di Fere in Tessaglia, per espiare la colpa di aver ucciso i Ciclopi come vendetta consequenziale all'uccisione del figlio Asclepio per mano di Zeus stesso. Grazie alla sua benevola accoglienza, Apollo nutriva per Admeto un grande rispetto, tanto da esser riuscito ad ottenere dalle Moire che l'amico potesse sfuggire alla morte, a condizione che qualcuno si sacrificasse per lui. Nessuno, tuttavia, era disposto a farlo, né gli amici, né gli anziani genitori: solo l'amata sposa Alcesti si era detta pronta. Quando sulla scena arriva Tanato, la Morte, Apollo tenta inutilmente di evitare la morte della donna e si allontana, lasciando la casa immersa in un silenzio angoscioso.
Con l'ingresso del coro dei cittadini di Fere si apre la tragedia vera e propria. Mentre i coreuti piangono per la sorte della regina, una serva esce dal palazzo e annuncia che Alcesti è ormai pronta a morire, anche se vinta dalla commozione per la sorte della sua famiglia. Grazie all'aiuto di Admeto e dei figli, appare direttamente sulla scena per pronunciare le sue ultime parole: saluta la luce del sole, compiange se stessa, accusa i suoceri, che egoisticamente non hanno voluto sacrificarsi, e consola il marito. Dopo essersi fatta promettere dal marito di non essere sostituita da un'altra donna, Alcesti muore. 
(Alcesti ad Admeto, v.381)
Dopo i tristi commenti del figlioletto, di Admeto e del Coro, arriva sulla scena Eracle, intento in una delle dodici fatiche, per chiedere ospitalità. Admeto lo accoglie con generosità, pur non nascondendogli la propria afflizione, tanto da essere costretto a spiegargliene il motivo. Racconta all'eroe che è morta una donna che viveva nella casa, ma non era consanguinea, così da non metterlo a disagio, pur nascondendo in qualche modo la verità dei fatti.
Prima dei funerali sopraggiunge Ferete, padre di Admeto, per portare in dono una veste funebre: il re lo respinge stizzito, accusandolo di essere il colpevole della morte della moglie, in quanto Ferete non aveva voluto sacrificarsi, nonostante di età avanzata, per salvare il figlio dalla morte. E del resto nemmeno la madre di Admeto aveva voluto farlo. Ma Ferete si sente accusare di essere solo un codardo.
A questo punto, il Coro esce di scena (espediente prima di allora usato da Eschilo nelle Eumenidi e da Sofocle nell'Aiace), e si conclude la sezione più propriamente "tragica" dell'opera; in quella successiva il dramma si risolve positivamente. 
Entra in scena un servo che si lamenta del comportamento di Eracle, il quale, senza riguardo per la situazione, si è perfino ubriacato. Anche se gli era stato ordinato di non farlo, lo schiavo decide di rivelare a Eracle la verità: la donna "non consanguinea" morta, in realtà, è la moglie di Admeto. L'eroe, fortemente pentito, decide così di andare all'Ade per riportarla in vita. Dopo il terzo stasimo, contenente un elogio di Admeto e Alcesti, Eracle ritorna con una donna velata, fingendo di averla "vinta" a dei giochi pubblici, per mettere alla prova la sua fedeltà. Admeto, inizialmente, ha quasi orrore a toccarla, convinto che sia un'altra, e acconsente a guardarla solo per compiacere il suo ospite. Tolto il velo, si scopre che la donna è Alcesti, ora restituita all'affetto dei suoi cari. Eracle spiega che non le è consentito parlare per tre giorni, il tempo necessario per essere "sconsacrata" agli inferi.
(Coro)

## Critica
Molto aperto è il dibattito critico sul significato dell'opera, il cui nesso centrale è ovviamente legato, ricorda Alberto Savinio, al tema della donna che realizza il sogno archetipico di dare la vita per il proprio compagno. A proposito della misteriosa "fantasmaticità" di Alcesti nella sua restituzione finale ad Admeto, Kott e altri critici hanno ipotizzato nel suo silenzio la possibilità che si tratti in realtà non di lei ma di un'altra donna, altri ancora (Verrall) che Alcesti non sia mai morta; purtuttavia in generale (da Hofmannsthall a Paduano) si tende semplicemente a sottolineare nel dramma il carattere solenne e religioso del ritorno dalla morte come evento straordinario, che non autorizza dunque un immediato nuovo contatto tra mondi lontani. Tuttavia nessuna di queste interpretazioni risolve le apparenti contraddizioni del testo euripideo, non ultimo perché hanno il difetto di giudicare la vicenda con l'occhio non di un contemporaneo di Euripide, ma con l'occhio del moderno.
L'interpretazione più originale e nuova in assoluto e che queste contraddizioni risolve, è stata invece data da Carlo Diano, che si occupò del testo euripideo per lunghissimo tempo. Il saggio introduttivo alla sua traduzione, saggio che è un condensato del più vasto saggio che non vide mai la luce nel corso della sua vita per le continue rielaborazioni, compare sia in Alcesti di Euripide, a cura di Carlo Diano, Neri Pozza 1968, che in Saggezza e poetiche degli antichi, Carlo Diano, Neri Pozza 1968. Lo studio e l'interpretazione di questo testo misterioso occupò buona parte della sua vita e solo nel 1975 fu pubblicato, postumo, il saggio completo Introduzione all'Alcesti, in Rivista di Cultura Classica e Medievale, Anno XVII, n.1-2, che raccoglie tutto il materiale che Diano elaborò e le sue conclusioni di quello che egli definisce l'"enigma" dell'Alcesti. Diano vede nel dramma euripideo una meditazione della morte, "la prima che l'Occidente abbia avuto" e, attraverso l'analisi del testo, da geniale filologo qual era, vede nell'appellativo ghennaìa, con cui Alcesti è indicata, una rivoluzione culturale, poiché quello era l'appellativo degli eroi morti in battaglia, che mai prima era stato usato per una donna. Il sacrificio di Alcesti rispecchia dunque le leggi di una società guerriera, aristocratica e cavalleresca, dove il nòmos che lega gli hetâiroi ("eteri", letteralmente "compagni") è più forte del vincolo di sangue. Ma Diano vede nel sacrificio di Alcesti anche un'altra grande rivoluzione: quella del morire, del sacrificare la vita al posto di un altro per amore, una scelta che il mondo antico non contemplava.

## Edizioni italiane
- Alcesti, a cura di Carlo Diano, Venezia, Neri Pozza, 1968.
- Alcesti, trad. e cura di Guido Paduano, Milano, BUR, 1993, ISBN 978-88-171-6931-8.
- Alcesti, a cura di Davide Susanetti, Collana Letteratura universale, Venezia, Marsilio, 2001, ISBN 978-88-317-7589-2.
- Alcesti, trad., saggio e note di Luigi Bravi, Santarcangelo di Romagna, Rusconi, 2021, ISBN 978-88-180-3687-9.